# پالوس وردس
پالوس وردس (به انگلیسی: Palos Verdes) گروهی از شهرهای ساحلی در ایالات متحده آمریکا است که در جنوب شرقی شهرستان لس آنجلس، کالیفرنیا واقع شده‌است.
شهرهای این شبه‌جزیره عبارت‌اند از:
- پالوس وردس استیتس، کالیفرنیا
- رولینگ هیلز استیتز، کالیفرنیا
- رولینگ هیلز، کالیفرنیا
- رانچو پالوس وردس، کالیفرنیا